# Großer Duben
Der Große Duben (Великий Дубень, Welikij Duben; manchmal auch nur: Дубень, Duben) ist ein Gebirgsbach in der Ukraine im Rajon Sambir in der Oblast Lwiw. Er ist ein linker Nebenfluss des Dnister (beim Dnister-Becken). 

## Beschreibung
Der Fluss ist 6,5 km lang, die kürzeste Entfernung zwischen Quelle und Mündung beträgt 4,14 km, und der Mäanderkoeffizient des Flusses liegt bei 1,57. Er wird von vielen Gebirgsbächen gebildet.

## Ort
Er entspringt nördlich des Dorfes Strilky zwischen den Bergen Duben (640 m) und Holownja (668 m).
Zunächst fließt er in nordwestlicher Richtung durch Mischwald, dann fließt er hauptsächlich in nordöstlicher Richtung durch das Dorf Spas und mündet in der Nähe (nördlich von Spas) in den Fluss Dnister.

## Interessante Fakten
- In der Nähe der Bachmündung verläuft die Autobahn H13[3] (Nationalstraße von nationaler Bedeutung auf dem Gebiet der Ukraine, Lwiw–Sambir–Uschhorod). Sie verläuft durch das Gebiet der Oblast Lwiw und der Oblast Transkarpatien.
- Am rechten Ufer des Flusses im Mündungsgebiet befindet sich ein geologisches Naturdenkmal von lokaler Bedeutung: der Spas-Stein.[3]